# Ascodesmidaceae
Famille
Les Ascodesmidaceae sont une famille de champignons de l'ordre des Pezizales.

## Liste des genres
Selon MycoBank (5 février 2023) :
- Ascodesmis Tiegh., 1876
- Coprotiella Jeng & J.C.Krug, 1976
- Eleutherascus Arx, 1971
- Hemiascosporium L.R.Batra, 1973
- Pseudocoprotus U.Lindem., Fellm. & J.A.Castillo, 2019

## Systématique
Le nom correct complet (avec auteur) de ce taxon est Ascodesmidaceae J.Schröt., 1893.